# Plattform für Leben und Frieden

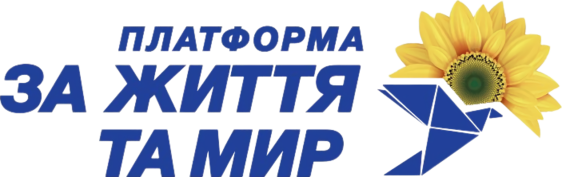
Logo der Fraktion PLF

Plattform für Leben und Frieden (ukrainisch Платформа за життя та мир Platforma za zhyttia ta myr; PZZhM/ПЗЖМ oder PLF) ist eine sich selbst als pro-europäisch bezeichnende Fraktion in der Ukraine, gegründet nach dem Bann der europaskeptischen und prorussischen Partei Oppositionsplattform – Für das Leben und der Auflösung der Fraktion dieser Partei aufgrund des russischen Überfall auf die Ukraine 2022.

## Geschichte
Die Fraktion wurde am 21. April 2022 von ihrem jetzigen Vorsitzenden Jurij Bojko geschaffen.
Die Fraktion teilte explizit mit, dass Wiktor Medwedtschuk, Wadym Rabinowytsch, Wadym Stolar und dessen Unterstützer, die zur Partei Oppositionsplattform – Für das Leben gehörten, kein Teil der Fraktion sind. Manche dieser Politiker haben die Ukraine bereits vor der Invasion verlassen oder sie gelten in der Ukraine als russlandnah.

## Politik
Laut Jurij Bojko beinhaltet die Fraktion „Abgeordnete, die gewillt sind, für die Sicherheit der Ukraine zu arbeiten, der Bevölkerung zu helfen und um unser Land neu aufzubauen.“ Die Fraktion beansprucht, die russische Minderheit in der Ukraine zu repräsentieren. Die Gruppe unterstützt nach eigenen Angaben den Beitritt der Ukraine in die Europäische Union.